# Coupe du monde de ski de vitesse 2005
Navigation
Édition précédente Édition suivante
La coupe du monde de ski de vitesse 2005 est la 4e édition de la coupe du monde de ski de vitesse. Elle s'est déroulée entre le 29 janvier 2005 à Salla (Finlande) et le 13 avril 2005 à Verbier (Suisse). La compétition est mise en place par la fédération internationale de ski où dix épreuves masculines et dix féminines déterminent le vainqueur du globe de cristal (récompense faite au vainqueur).
Les dix épreuves ont eu chronologiquement à Salla, Goldeck (Autriche), Reutte (Autriche), Sun Peaks (Canada), Leysin (Suisse), Breuil-Cervinia (Italie) et Verbier. Une étape prévue à Hundfjället (Suède) a été annulé.
La compétition est remportée chez les hommes par l'Italien Simone Origone (vainqueur de quatre étapes) et chez les femmes par l'Américaine Tracie Sachs (vainqueure de quatre épreuves).

## Système de points
Chez les hommes, le vainqueur d'une épreuve de coupe du monde se voit attribuer 100 points pour le classement général. Les skieurs classés aux trente premières places remportent des points.
| Place  | 1er | 2d | 3e | 4e | 5e | 6e | 7e | 8e | 9e | 10e | 11e | 12e | 13e | 14e | 15e | 16e | 17e | 18e | 19e | 20e | 21e | 22e | 23e | 24e | 25e | 26e | 27e | 28e | 29e | 30e |
| ------ | --- | -- | -- | -- | -- | -- | -- | -- | -- | --- | --- | --- | --- | --- | --- | --- | --- | --- | --- | --- | --- | --- | --- | --- | --- | --- | --- | --- | --- | --- |
| Points | 100 | 80 | 60 | 50 | 45 | 40 | 36 | 32 | 29 | 26  | 24  | 22  | 20  | 18  | 16  | 15  | 14  | 13  | 12  | 11  | 10  | 9   | 8   | 7   | 6   | 5   | 4   | 3   | 2   | 1   |

Chez les femmes, le système de points diffère. Il n'y a jamais eu plus de sept participantes à l'une des épreuves.
| Place  | 1er | 2d | 3e | 4e | 5e | 6e | 7e |
| ------ | --- | -- | -- | -- | -- | -- | -- |
| Points | 25  | 20 | 15 | 12 | 10 | 9  | 8  |

## Classement général
| Rang | Nom             | Points |
| ---- | --------------- | ------ |
| 1    | Simone Origone  | 653    |
| 2    | Jonathan Moret  | 484    |
| 3    | Philippe May    | 447    |
| 4    | Allan Grimm     | 415    |
| 5    | Michel Goumoens | 326    |

| Rang | Nom             | Points |
| ---- | --------------- | ------ |
| 1    | Tracie Sachs    | 180    |
| 2    | Kati Metsapelto | 145    |
| 3    | Elena Banfo     | 117    |
| 4    | Patty Moll      | 49     |
| 5    | Heini Piipponen | 48     |

## Calendrier

### Hommes
| Date            | Lieu      | Vainqueur        | Deuxième         | Troisième          |
| 29 janvier 2005 | Salla     | Jukka Viitasaari | Jyrki Jakipii    | Allan Grimm        |
| 12 février 2005 | Goldeck   | Simone Origone   | Jürg Graf        | Mejrin Vunderink   |
| 19 février 2005 | Reutte    | Simone Origone   | Manolo Cassani   | Philippe May       |
| 5 mars 2005     | Sun Peaks | Simone Origone   | Jonathan Moret   | Kenny Dale         |
| 6 mars 2005     | Sun Peaks | Jonathan Moret   | Simone Origone   | Kenny Dale         |
| 10 mars 2005    | Leysin    | Simone Origone   | Jonathan Moret   | Jean-Louis Metraux |
| 11 mars 2005    | Leysin    | Cesare Pedrazza  | Philippe May     | Simone Origone     |
| 3 avril 2005    | Cervinia  | Roger Wickman    | Allan Grimm      | Philippe May       |
| 12 avril 2005   | Verbier   | Tor Schultze     | Jukka Viitasaari | Marc Poncin        |
| 14 avril 2005   | Verbier   | Jukka Viitasaari | Marc Poncin      | Roger Wickman      |

### Femmes
| Date            | Lieu      | Vainqueur       | Deuxième        | Troisième           |
| 29 janvier 2005 | Salla     | Kati Metsapelto | Tracie Sachs    | Hannamiina Tanninen |
| 12 février 2005 | Goldeck   | Tracie Sachs    |                 |                     |
| 19 février 2005 | Reutte    | Tracie Sachs    | Kati Metsapelto | Linda Baginski      |
| 5 mars 2005     | Sun Peaks | Teria Davies    | Kim McKnight    |                     |
| 6 mars 2005     | Sun Peaks | Kim McKnight    | Teria Davies    | Tracie Sachs        |
| 10 mars 2005    | Leysin    | Kati Metsapelto | Elana Banfa     | Tracie Sachs        |
| 11 mars 2005    | Leysin    | Tracie Sachs    | Elana Banfa     | Kati Metsapelto     |
| 3 avril 2005    | Cervinia  | Tracie Sachs    | Kati Metsapelto | Elana Banfa         |
| 11 avril 2005   | Verbier   | Elana Banfa     | Kati Metsapelto | Tracie Sachs        |
| 13 avril 2005   | Verbier   | Kati Metsapelto | Elana Banfa     | Tracie Sachs        |